# Andrii Kotelnik
Andrii Kotelnik (n. 29 decembrie 1977, Liov, RSS Ucraineană, URSS) este un boxer ce a reprezentat Ucraina, medaliat olimpic. A participat la o ediție a Jocurilor Olimpice (2000) în care a câștigat o medalie de argint.

## Participări
Lista de mai jos prezintă principalele competiții la care a participat Andrii Kotelnik de-a lungul carierei.
- boxing at the 2000 Summer Olympics – lightweight[*]